# Ordinul NKVD Nr. 00447

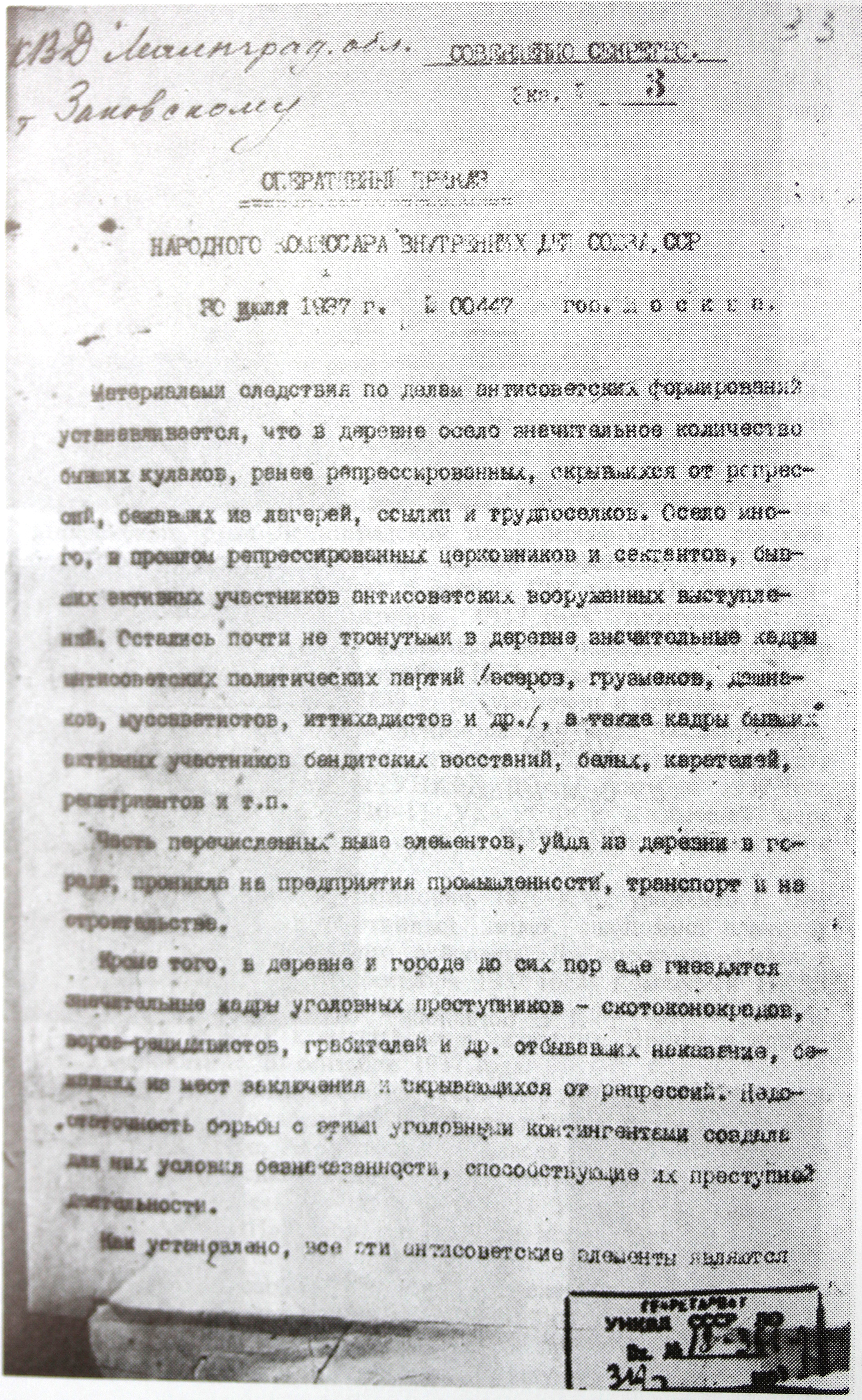
Ordinul NKVD Nr. 00447

Ordinul NKVD Nr. 00447 (Ordinul operațional al comisarului poporului pentru afaceri interne al URSS nr. 00447 „Cu privire la operațiunea de reprimare a foștilor culaci, criminali și alte elemente antisovietice”) a fost a un ordin stric secret al Comisariatului Poporului pentru Afaceri Interne (NKVD) din 30 iulie 1937. Pe baza acestui ordin, din august 1937 până în noiembrie 1938, a fost efectuată o operațiunea a NKVD de reprimare a „elementelor” care au „...continuat să desfășoare activități subversive active antisovietice...”, în timpul căreia au fost arestați aproximativ 1,7 milioane de persoane, dintre care 690.000 de oameni au fost împușcați, iar aproximativ 1 milion ai fost trimiși lagărele GULAG-lui. Operațiunea de executare a acestui ordin a devenit cea mai mare acțiune în masă din timpul Marii Terori.
Ordinul, care a deschis calea represiunii în masă, a fost publicat pentru prima dată în ziarul „Trud” în numărul din 4 iunie 1992 . Spre deosebire de procesele politice deschise împotriva elitei sovietice, operațiunea din Ordinul Nr. 00447 a vizat cetățeni obișnuiți, printre care se numărau țărani, muncitori, clerul rural, elemente antisociale, criminali și foști membri ai partidelor de opoziție. Sentințele au fost date de în cadrul unor proceduri extrajudiciare de troicele republicane, de ținut și regionale ale NKVD-ului.

## Contextul general

### Situația din Uniunea Sovietică
După renunțarea la NEP și introducerea planificării centralizate în întreaga economie în Uniunea Sovietică, cercul persoanelor care au fost supuse represiunii administrative și persecuției de către agențiile de aplicare a legii s-a extins .
Colectivizarea forțată (din 1928) și deculacizarea (din 1929) au provocat proteste locale, revolte și răscoale . Schimbarea valorilor și condițiilor de viață în mediul rural, combinată cu industrializarea forțată, au dus la o creștere a migrației internă. Din 1926 până în 1939, cel puțin 23 de milioane de oameni s-au mutat din sat în oraș . În aceste condiții, criza aprovizionării cu alimente s-a adâncit, iar rata criminalității a crescut.
Ca răspuns la indignarea publică cauzată de aceste schimbări, au fost introduse pașapoarte interne pentru populația urbană. „Elementele” indezirabile au fost evacuate cu forța din orașe în așa-numitele așezări de muncă sau „așezări speciale”. Cu toate acestea, mijloacele de persecuție au rămas imperfecte: potrivit organelor de miliție, aproximativ o treime din deportați culaci (între 600 și 700 de mii) au fugit din așezările speciale. Fuga și migrația foștilor culaci au pus în pericol „succesul” campaniei de colectivizare și a atras atenția lui Stalin . Potrivit lui Nikolai Ejov, șeful Comisariatului Poporului pentru Afaceri Interne (NKVD}, începând din toamna anului 1936, acțiunile subversive și de sabotaj ale grupurilor organizate de culaci reprezentau o amenințare gravă pentru Uniunea Sovietică .
Programarea de către Stalin a alegerilor generale din decembrie 1937 pentru Sovietul Suprem prin sistemul votului secret a îngrijorat mulți oficiali de frunte ai partidului. În primul rând, li s-a părut că membrii clerului și culacii persecutați s-ar uni cu alți „dușmani” ai regimului sovietic și ar putea influența alegerile. Temerile s-au datorat și faptului că prevederile „Constituției lui Stalin” din 1936 au redat dreptul de vot sutelor de mii de persecutați. Elitele locale de partid s-au temut că echilibrul puterilor ar putea să se întoarcă împotriva bolșevicilor.

### Factorii de politică externă și xenofobia
Factorii externi s-au adăugat la cei socio-politici interni. Guvernul sovietic se temea de o agresiune din partea unor țări precum Germania, Polonia sau Japonia. Propaganda sovietică a transmis aceste temeri la nivelul oamenilor de rând. Dușmanii erau văzuți peste tot: spionii, conspiratorii și sabotori slăbeau țara din interior. Cercurile conducătoare erau îngrijorate că persoanele nemulțumite ar fi putut provoca o rebeliune. La răscoala masivă ar fi participat sute de mii de oameni supuși oprimării: persoane cărora li se confiscaseră averile, credincioși afectați de politica ateistă a statului, deportați, criminali, persoane periculoase din punct de vedere social și alții. Pentru a elimina această amenințare, au fost organizate o serie de procese-spectacol, la care „vinovații” pentru numeroasele probleme ale economiei și ale vieții de zi cu zi au fost judecați în fața mulțimilor. Au fost luate măsuri împotriva creării „Coloanei a cincea” anti-sovietice..

## Pregătirile

### Scrisoarea lui Stalin din 3 iulie 1937
Stalin le-a trimis pe 3 iulie 1937 telegrama cu Decizia Biroului Politic al CC al PCUS Nr. P51/94 „Despre elementele antisovietice” lui Ejov, conducerii regionale de partid și conducerii Comisariatului Poporului pentru Afaceri Interne al URSS . Decizia a marcat începutul unei campanii naționale de persecuție a persoanelor cărora li se confiscase averea și a „infractorilor”. Autoritățile locale au fost obligate să finalizeze toate pregătirile necesare în termen de cinci zile:
- În funcție de gradul de periculozitate, grupurile țintă trebuia împărțite în două categorii, înregistrate la nivel local. Prima categorie trebuia să includă „cei mai ostili” culaci (chiaburi) și criminali, care urmau să fie condamnați la moarte prin împușcare. A doua categorie trebuia să includă persoanele „mai puțin active, dar ostile”, ele fiind supuse deportării.
- Pentru judecarea acestor persoane, trebuiau create instanțe speciale, așa-numitele "troici", care, de regulă, includeau un reprezentant al NKVD-ului, un lider de partid regional și un procuror.
- În intervalul de timp specificat, trebuiau trimise la Moscova informări cu privire la numărul de persoane înregistrate în ambele categorii și personalul „troicelor”.

La 1 ianuarie 1930 Ghenrih Iagoda, predecesorul lui Ejov în calitate de șef al NKVD, a emis ordinul OGPU nr. 44/21, potrivit căruia culacii erau împărțite în trei categorii. Pentru fiecare categorie s-au stabilit diferite pedepse - reprezentanții primei categorii, dacă ar fi recunoscuți ca participanți la rezistența activă față de autorități, ar fi trebuit să fie împușcați. Troica funcționa ca un tribunal .

### Răspunsurile din teritoriu
În iulie 1937, funcționarii și angajații NKVD au trimis informațiile necesare la Moscova, dar nu au respectat termenul limită, și în plus au furnizat doar estimări preliminare. În aceeași lună, autoritățile regionale au revizuit numărul persoanelor vizate, în unele cazuri, în plus. Cel mai mare număr de candidați pentru execuție și deportare a fost prezentat de primul secretar al Comitetului regional Moscova al PCUS, Nikita Sergheevici Hrușciov. Începând cu 10 iulie, pe listele lui Hrușciov erau 41.305 „elemente criminale și chiaburești”: 8.500 persoane au fost propuse să fie executate (prima categorie), iar 32.805 să fie evacuate (a doua categorie).
În răspunsurile către Moscova, existau și cereri de creștere a numărului celor care urmau să fie condamnați. Propuneri speciale se refereau la prizonieri, coloniști și muncitori speciali, „sabotori”, instigatori, evadați și complicii lor. De asemenea, autoritățile locale au cerut în mod explicit permisiunea să execute preoți. Politburo a acceptat de obicei astfel de cereri speciale.

### Ședințele de pregătire
Pe 13 iulie,  conducerea NKVD a emis un ordin prin care solicita șefilor direcțiilor regionale ale NKVD să participe la conferința de la Moscova. Conferința a avut loc pe 16 iulie și a servit la coordonarea acțiunilor viitoarei operațiuni de masă . Stenogramele sau procesele verbale ale acestei conferințe nu sunt cunoscute.
La nivel regional, conferințele pregătitoare au continuat până la sfârșitul lunii iulie. La o întâlnire la Novosibirsk din 25 iulie  a fost subliniată necesitatea respectării celui mai strict secret , privind simplificările admise în desfășurarea cercetărilor și creșterea vitezei de desfășurarea a proceselor. De asemenea, s-a recomandat identificarea din timp locurilor potrivite pentru execuții și pentru înmormântarea cadavrelor. Participanții la întâlnirea de la Novosibirsk au salutat operațiunea viitoare cu „urale puternice de sprijin”.

### Mihail Frinovski

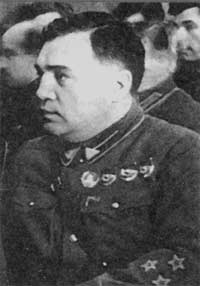
Mihail Frinovski a fost una dintre figurile cheie ale Marii terori

Rolul principal în pregătirea, planificarea și implementarea ordinului NKVD Nr. 00447 a fost jucat de Mihail Frinovski, adjunctul lui Ejov. El i-a informat pe membrii Biroului Politic cu privire la rezultatele pregătirii și a primit instrucțiuni suplimentare de la aceștia. În iulie 1937, Stalin l-a primit pe Frinovski în biroul său de trei ori. Copii ale proiectului de ordin semnat de Ejov pe 30 iulie (între 15 și 19 pagini) au fost trimise de Frinovski șefului cancelariei lui Stalin, Alexandr Poskriobîșev, cu o cerere de prezentare a actului Biroului politic al Comitetului Central. Biroul politic a aprobat ordinul pe 31 iulie fără modificări și, în aceeași zi, a fost trimis tuturor șefilor NKVD la nivel republica, ținut și regiune.

### Ordinele preliminare
Prototipul operațiunii de represiune a foștilor chiaburi a fost atât ordinul Administrației Politice de Stat nr. 44/21 din 1930 cât și două campanii mai mici:
1. Rezoluția Biroului Politic din 28 iunie 1937 „Cu privire la organizația rebelă contrarevoluționară identificată în Siberia de Vest printre culacii deportați”  a servit ca model direct al „operațiunii împotriva culacilo”, deoarece prevedea și utilizarea troicii NKVD. Operațiunea a fost îndreptată împotriva presupușilor susținători și a membrilor ai „Uniunii Generale a Combatanților Ruși” din Siberia de Vest, care ar fi creat o rețea extinsă de grupuri insurgente și de sabotaj controlate de generalii alb-gardiști, sau care se puseseră în slujba serviciilor de spionaj japoneze[21][22]. Biroul politic a considerat necesar să aplice pedeapsa capitală împotriva tuturor activiștilor „organizațiilor rebele” și a decis să creeze o „troică” regională formată din șeful NKVD din Siberia de Vest, primul secretar al Comitetului de partid al Siberiei de Vest și un procuror pentru examinarea accelerată a cazurilor „rebelilor”.
2. Pe 25 iulie, Nikolai Ejov a semnat un ordin secret al NKVD nr. 00439: „Cu privire la operațiunea de reprimare a supușilor germani suspectați de spionaj împotriva URSS” . Aceste măsuri au avut ca scop identificarea și neutralizarea presupușilor spioni ai Germaniei naziste [23]

## Conținutul ordinului

### Contingentul persoanelor supuse represiunii
În partea introductivă a ordinului, Ejov a menționat că orice persoană considerată dușman al regimului sovietic trebuie pedepsită cu siguranță. El a menționat că oricine era considerat un dușman al regimului sovietic trebuie cu siguranță să fie pedepsit.
„Sarcina agențiilor de securitate a statului este de să sfărâme întreaga bandă de elemente antisovietice în cea mai nemiloasă manieră, să protejeze poporul sovietic muncitor împotriva intrigilor lor contrarevoluționare și, în cele din urmă, să pună capăt odată pentru totdeauna muncii lor subversive ticăloase împotriva fundațiilor statului sovietic.”
În rândul persoanelor vizate au fost incluse:
- Foști culaci care s-au întors după ce și-au ispășit pedeapsa sau au scăpat din lagăre și din așezările de muncă; s-au ascuns pentru evitarea confiscărilor și au fost prinși în activități antisovietice.
- Foști culaci și elemente periculoase din punct de vedere social care se aflau în formațiuni rebele, fasciste, teroriste  și crimă organizată.
- Membri ai partidelor antisovietice, re-emigranți, care s-au ascuns de represiune, au fugit din închisoare și s-au implicat în activități antisovietice active.
- Membri ai organizațiilor căzăcești și albgardiste.
- Cele mai active elemente antisovietice dintre foștii culaci, foți membri ai forțelor punitive, bandiți, albi, activiști sectari, preoți și alții care sunt deținuți în închisori, lagăre , așezările și coloniile de muncă.
- Infractorii, precum și infractorii aflați în custodie, dar ale căror dosare personale nu au fost încă examinate de autoritățile judiciare.
- Infractorii care se află în lagăre și în așezările de muncă și desfășoară activități criminale acolo.

### Numărul celor supuși represiunii și pedepsele prevăzute pentru ei
În ordinul emis de Ejov, numărul total pentru ambele categorii au fost reduse în comparație cu listele primite din regiuni. În total, 59 de republici, teritorii și regiuni a furnizat o listă cu 263.076 foști culaci și criminali: pentru 85.511 dintre ei a fost propusă împușcare, iar pentru 181.562, deportarea. Ordinul excludea de la represiune 29.000 de persoane și rămâneau în total 59.2000 în prima categorie și 174.5000 în a doua. Scăderea cifrelor finale s-a făcut, în primul rând, din listele regiunilor, pe ale căror liste se aflau peste 4.000 de candidați la represiune.
Ordinul a menționat că limitele indicate erau doar orientative. În același timp, depășirea numărului aprobat era permisă numai cu acordul cu Ejov .
O altă diferență a fost pedeapsa pentru cei persecutați din a doua categorie. O scrisoare către Stalin datată 3 iulie 1937 prevedea deportarea în așezările de muncă. Ordinul a stabilit pedeapsa sub formă de arest și exil pentru 8-10 ani.. În plus, ordinul conținea instrucțiuni cu privire la soarta membrilor familiei celor supuși represiunii.

### Troicile
Ordinul a aprobat personalul a 64 troici la nivel republican, de ținut și regional. În „operațiunea culac”, „troicele” erau „coloana vertebrală operațională a terorii în masă” și aveau nu numai aceleași sarcini ca și instanțele accelerate pentru confiscare, ci uneori și aceiași membri. Ședințele troicii erau prezidate de un reprezentant al NKVD-ului. Materialele pentru luarea deciziilor de către troică erau pregătite de angajații NKVD: „raportorul” și „secretarul” troicii. Acest lucru indică o influență semnificativă a NKVD-ului, în comparație cu reprezentanții procuraturii și ai partidului..
Uneori, personalul troicilor a suferit schimbări semnificative. Chiar și la începutul ordinului nr. 00447 Biroul Politic al CC al PCUS i-a eliberat din funcție pe unii dintre membri ai „troicilor” și a numit alți membri în locul lor. Astfel, pe 23 și 28 iulie, troicile din regiunile Saratov, Omsk și Ivanovo au fost complet schimbate. Până pe 20 august, Biroul Politic a făcut modificări de personal în alte 17 troici. Chiar și în timpul campaniei, au existat schimbări în componența lor: pe 2 noiembrie, au fost numiți 15 noi președinți de troici, iar membrii eliberați au devenit ei înșiși victime ale represiunii. Numărul total de membri ai troicilor a ajuns la aproximativ 350 de persoane.
Conducerea superioară de la Moscova a NKVD-ului și Partidului Comunist a păstrat toate pârghiile de comandă asupra activităților troicilor (de exemplu prin aprobarea componenței troicii sau a numărului de persoane supuse persecutării), cu scopul declarat al creșterii „eficienței”.
În timpul unei întâlniri în biroul lui Stalin de la Kremlin de pe 15 noiembrie, au fost anunțate rezultatele activităților „troicilor” și ale altor instanțe speciale pentru anul 1937 și prima jumătate a anului 1938. A fost luată o decizie imediată: activitatea troicilor urma să înceteze de a doua zi, 16 noiembrie 1938. Pe 25 noiembrie, Ejov a fost eliberat din funcție

### Consecințe
Rolul principal în anchetă a aparținut șefilor departamentelor republicane, de ținut și regionale ale NKVD. Ei au aprobat liste de propuneri de arestare (fără aprobarea procurorului de multe ori) și au întocmit și au trimis troicii pentru examinare actele de acuzare (adesea nu mai mult de o pagină).
Ancheta a fost efectuată „rapid și într-o manieră simplificată”, fără respectarea drepturilor legale elementare. Ședințele au avut loc cu ușile închise, în absența acuzatului, fără să-i de ofere acestuia posibilitatea să se apere. Dreptul la apel împotriva deciziilor luate de „troici” nu a fost prevăzut de ordin, prin urmare sentințele au fost executate rapid . Spre deosebire de procesele împotriva elitei partidului, mărturisirile acuzatului nu au avut nicio importanță.

### Programarea și priorități ale operațiunii
Campania trebuia să înceapă în diferite regiuni în momente diferite. Aceasta era planificat să înceapă în Rusia europeană și Siberia de Vest la 5 august 1937, în republicile din Asia Centrală la 10 august și în Siberia de Est, Ținutul Krasnoiarsk și Orientul Îndepărtat Rus la 15 august. Campania trebuia să dureze până la 4 luni.
În primul rând, a fost planificată acțiunea împotriva primei categorii de persecutați. Ordinul a menționat că operațiunea împotriva celei de-a doua categorii ar trebui să înceapă numai după ordinele speciale de la Ejov, chiar dacă operațiunea împotriva primei categorii a fost deja finalizată de filiala locală a NKVD .
Această procedură a fost stabilită de organizatorii campaniei din motive practice: în iulie nu se știa încă când vor fi pregătite locurile pentru deportații din a doua categorie. În unele localități, troicile au condamnat la moarte, în primul rând, pe cei care se aflau deja în închisoare de mult timp. Astfel, a fost pus la dispoziție spațiu pentru următoarea victimă. De asemenea, clauzelor separate din ordinul a permis troicilor să dea sentințe cu moartea celor care erau anchetați de prea mult timp.
Singura regiune din URSS unde operațiunea nu a fost efectuată a fost RASS Iacută. Mai târziu, motivul pentru aceasta a fost explicat într-o notă adresată lui Ejov de către comisarul poporului pentru afaceri interne din Iacutia, Ivan Andrianovici Dorofeev. El a scris că liderii organelor locale ale NKVD „au propus teoria că Iacutia se află într-o poziție specială, că lupta de clasă din Iacutia se desfășoară sub alte forme, că nu există culaci în Iacutia, că Iacutia nu prezintă interes pentru serviciilor de informații străine, deoarece aici nu există nicio industrie, armată și alte obiective importante pentru apărare”. După cum a explicat Dorofeev, „în această situație, ținând cont de solicitarea Moscovei de a furniza informații cu privire la numărul de persoane care trebuie lovite imediat, am fi putut da o cifră atât de redusă, încât nu ne-a fost permis să efectuăm operațiunea prin Ordinul 00447” .

## Finanțarea operațiunii și utilizarea deținuților
Biroul Politic al CC al PCUS a însărcinat guvernul să aloce NKVD-ului 75 de milioane de ruble din Fondul de rezervă pentru desfășurarea operațiunilor de masă. Dintre acestea, 25 de milioane de ruble au fost destinate să plătească transportul pe calea ferată a prizonierilor de a doua categorie, iar 10 milioane de ruble pentru construirea de noi lagăre. Deținuții au trebuit să meargă pe șantierele mari de construcție existente ale GULAG-lui, să construiască noi lagăre, sau să lucreze în industria exploatării forestiere.

## Pedepsirea autorilor și reabilitarea victimelor

### „Epurarea” NKVD-ului
Lavrenti Beria, care a fost numit în locul lui Ejov, a efectuat o „epurare” în NKVD și a forțat peste 7 mii de angajați (aproximativ 22% din numărul total) să demisioneze. De la sfârșitul anului 1938 până la sfârșitul anului 1939, la ordinul său, au fost arestați 1.364 de angajați ai NKVD, iar aproape întreaga conducere de la nivelul republicilor și regiunilor a fost înlocuită.
La 14 noiembrie 1938, șeful GULAGului, Israel Pliner, omul numit în funcție de Ejov, a fost dat afară  din NKVD și arestat, iar la 22 februarie 1939, a fost executat conform sentinței Colegiului militar al Curții Supreme al URSS.
Beria a reabilitat unele dintre victimele condamnate în timpul în care Ejov s-a aflat la conducere. În același timp, lupta împotriva „sabotorilor”, „rebelilor” și „dușmanilor” a continuat, folosind aceleași metode pentru care au fost acuzați și pedepsiți angajații NKVD care urmaseră ordinele fostului comandant. Amploarea persecuției a scăzut pe măsură ce sarcinile elitei politice și ale lui Stalin s-au schimbat. De atunci, nu s-au mai efectuat operațiuni masive.
Mai mulți membri ai „troicilor” au fost supuși măsurilor represive: 47 de reprezentanți ai NKVD-ului, 67 de membri ai partidului și doi reprezentanți ai parchetului au fost condamnați la moarte.

### Reabilitarea victimelor

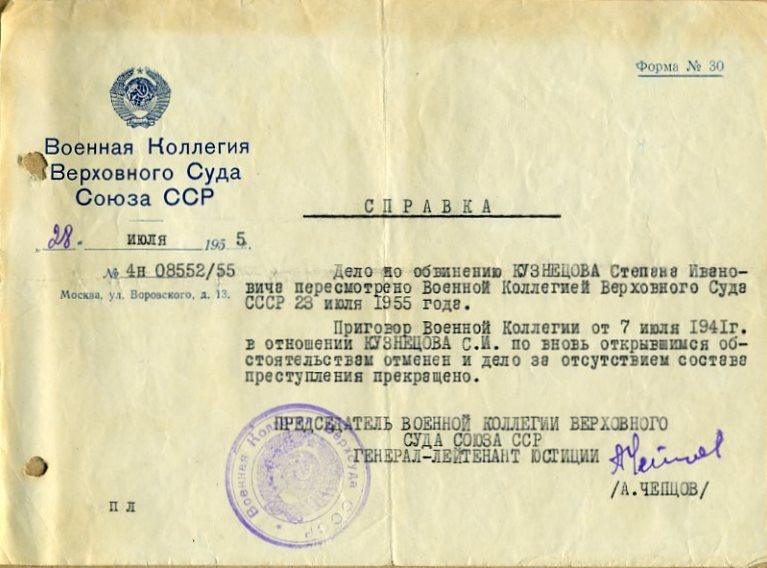
Certificat de reabilitare pentru Stepan Ivanovici Kuznețov în absența „corpus delicti” (dovezilor peremptorii privind săvârșirea unui delict). Reabilitarea a fost efectuată de A. A. Cepțov (aceeași persoană care a dat verdictul).

Discuțiile despre reabilitarea legală a victimelor represiunii au început în timpul vieții lui Stalin, între 1939 și 1941, în timp ce erau investigate „încălcările legalității socialiste”. A apărut întrebarea oportunității examinării cazurilor și mecanismelor de implementare a reabilitării. S-a ajuns în situația în care s-a hotărât ca revizuirea sentințelor să fie efectuată de foști anchetatori sau de succesorii acestora. Revizuirea sentințelor a fost plasată sub controlul „Departamentului I special” al NKVD și al departamentelor corespunzătoare ale NKVD la nivel republican, al ținuturilor și regional. Procuratura a desfășurat propria anchetă numai în cazuri excepționale, de obicei intervenția sa a fost necesară în cazurile de încălcare flagrantă a legii. Din noiembrie 1938 până în 1941, revizuirea sentințelor a fost centralizată și, ca urmare, procesul a încetinit. Cei eliberați au rămas sub controlul „autorităților”. O investigație repetată a dezvăluit rareori fapte noi. Uneori, NKVD a interogat „martori” suplimentari. Chiar și cele mai mici dovezi ale unei încălcări a legii de către acuzat au dus la refuzul de a revizui în continuare cazul. Erorile formale constatate în documentele anchetei nu au însemnat anularea automată a verdictului corespunzător. În general, în această perioadă, revizuirea sentințelor și eliberarea condamnaților au fost excepții rare. .
La 5 martie 1953, la scurt timp după moartea lui Stalin, Beria a ordonat eliberarea lagărelor GULAGului supraaglomerate. Pe 27 martie au fost eliberați 1,2 milioane de prizonieri. Cei care nu au fost considerați o amenințare pentru societate și cei condamnați în temeiul articolelor generale ale Codului penal al RSFSR sau al republicilor unionale au fost eliberați, nu însă și [[Deținut politic|deținuții politici
După arestarea lui Beria din 26 iunie, această politică a continuat. Comisiile speciale au examinat cazurile celor condamnați pentru „crime contrarevoluționare”. Membrii acestor comisii au fost oficiali de rang înalt din NKVD și procuratură, precum și din alte instituții implicate în operațiuni „naționale” și împotriva „culacilor”. Aproximativ 237.000 de mii de cazuri ale celor care au fost condamnați în temeiul articolului 58 al Codului penal au fost examinate, adică 45% dintre toți condamnații în temeiul acestui articol. 53% dintre pedepse au fost confirmate, 43% dintre pedepse au fost comutate astfel încât condamnatul să poată fi eliberat, iar 4% au fost anulate .
În a doua jumătate a anului 1955, unii prizonieri „politici” au fost grațiați. La sfârșitul anului, numărul total de prizonieri din lagărele GULAGului era de 2,5 milioane de oameni, iar, până la Congresul al XX-lea al PCUS, numărul de prizonieri politici a fost de aproximativ 110.000. După încheierea congresului, a fost creată o comisie care să revizuiască sentințele pe baza Articolului 58. La 20 de ani de la sfârșitul Marii Terori, ultimele ei victime au fost puse în libertate. Înainte de aceasta, termenele condamnării la închisoare lor au fost prelungite constant. În anii 1980 familiile celor executați au primit rapoarte false despre moartea celor dragi în lagărele de muncă. Locurile și datele reale ale înmormântării au început să fie făcute publice abia din 1989. .
În timpul Perestroikăi și după aceasta, nu s-a făcut reabilitarea celor condamnați de organele extrajudiciare, iar procesele în sine și sentințele lor nu au fost recunoscute ca fiind ilegale. În temeiul articolelor 3 și 5 din legea din 18 noiembrie 1991 a RSFS Ruse cu privire la reabilitare, numai cei condamnați în temeiul articolelor „politice” au putut fi reabilitați. Sentințele date în temeiul articolelor „criminale” au rămas valabile în marea majoritate a cazurilor.

## Studii istorice și comemorarea victimelor

### Dezvăluiri și cercetare
Ordinul a fost publicat pentru prima dată în ziarul Trud din 4 iunie 1992. Alte documente despre operațiunile de masă ale Marii Terori au fost publicate în săptămânalul „Moskovskie novosti” din 21 iulie al aceluiași an . Până atunci, informațiile despre operațiunile în masă au fost complet clasificate. Chiar și în discursul secret din 1956, Nikita Hrușciov, care fusese unul dintre participanții activi la „operațiunea împotriva culacilor”, nu a menționat niciun cuvânt despre aceasta.
Deschiderea limitată a accesului la unele arhive a făcut posibilă găsirea unor documente importante despre teroarea în masă și „operațiunile împotriva culacilor”. Ulterior, colecții de documente  au fost publicate mai târziu și traduse în mai multe limbi. „Operațiunea împotriva culacilor”, ca cea mai mare dintre operațiunile de masă din timpul Marii Terori, nu a mai fost un secret și a devenit o parte integrantă a istoriei stalinismului și a istoriei Uniunii Sovietice.

### Problema genocidului

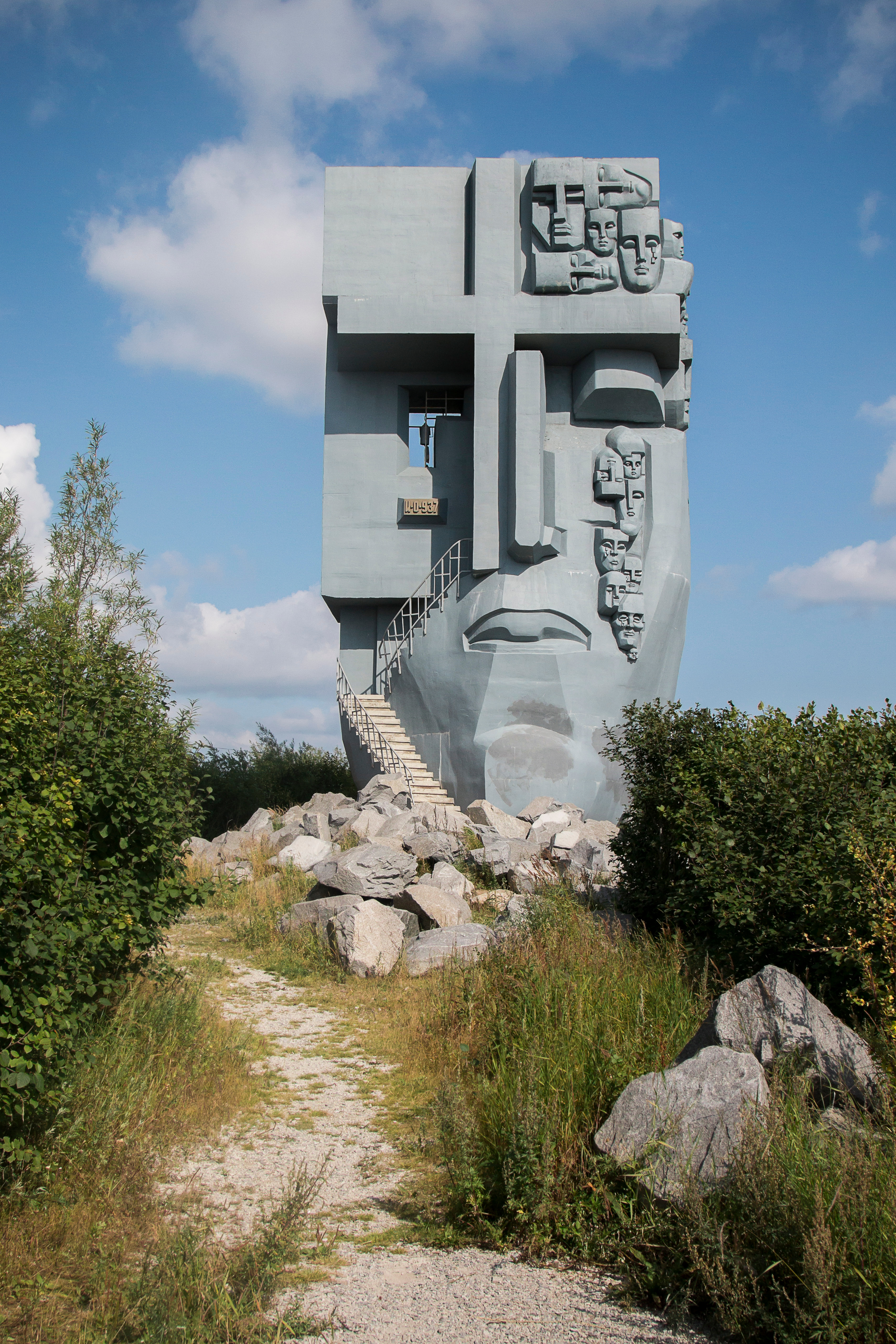
„Masca durerii” este un monument pe un deal din apropierea Magadanului, care comemorează numeroșii prizonieri care au suferit și au murit în lagărele Gulagului din regiunea Kolîma

Apariția de noi surse dovedește că începutul campaniei și finalizarea acesteia au avut loc sub conducerea Partidului Comunist, în special a lui Stalin. Identificarea victimelor individuale și a grupurilor nu a fost un proces întâmplător, ci a fost efectuat pe o bază sistematică. Campania a fost realizată în conformitate cu orientări oficiale clare. Până în prezent, nu există un răspuns definitiv la întrebarea controversată despre cine a dat tonul în relația dintre centru și periferie. Studiile privind executarea ordinului NKVD Nr. 00447 în regiunile Uniunii Sovietice arată că influența centrului a rămas decisivă, însă Biroul Politic și NKVD-ul au oferit organelor represive locale o libertate de acțiune considerabilă.
Anumiți cercetători consideră că „operațiunea împotriva culacilor” este o componentă a politicii violente ca răspuns la consecințele transformării sociale radicale efectuate de bolșevici. În mod special a fost vorba de declanșarea în prima jumătate a anilor 1930 a industrializării forțate, colectivizării agriculturii, desculacizarea satelor și curățării orașelor prin introducerea pașapoartele interne. Marea Teroare a fost un răspuns la consecințele neprevăzute ale acestei „a doua revoluții”. Partidul Comunist a considerat că era necesară îndepărtarea dușmanii cei mai înfocați din tânăra societate sovietică. Autoritățile au încercat să creeze o armonie socială și națională omogene cu ajutorul violenței, să creeze omul nou sovietic pe „oasele predecesorilor .
Cercetătorul american de istorie economică Paul Gregory numește ordinul cel mai brutal ordin guvernamental al secolului al XX-lea. Potrivit lui Gregory, în discursul său direct, fără a recurge la eufemisme, logica și mijloacele pentru efectuarea represiunii în masă sunt formulate fără a încerca să ascundă consecințele mortale ale ordinului.
Mai mulți istorici ai istoriei Europei Răsăritene consideră ca Marea Teroare poate fi caracterizată ca genocid.
Istoricul american Norman Naimark a propus extinderea definiției moderne a genocidului pentru a acoperi marile campanii în masă din perioada sovietică . Colegul lui, Ronald Grigor Suni numește Marea Teroare un „Holocaust politic”. Cercetătorii germani specializați în istoria Europei Răsăritene Jörg Baberowski și Karl Schlögel consideră că operațiunile în masă ale NKVD-ului sunt „versiunea sovietică a soluției finale” și manifestarea „încercărilor de rezolvare a unei probleme sociale”.

### Comemorarea victimelor
După prăbușirea Uniunii Sovietice, a început publicarea de cărți despre victimele stalinismului. Organizația pentru drepturile omului „Memorial” a publicat cărți de memorii, care menționează, de asemenea, numele victimelor ordinului NKVD Nr. 00447. Cărțile conțin informații biografice de bază ale persecutaților: locul și data nașterii, locul de muncă, naționalitatea și adresa de reședință. De asemenea, oferă informații despre sentință, uneori despre statutul social al victimei, educația, apartenența de partid și condamnările anterioare .
De la mijlocul anilor 1990, au fost identificate mai multe locuri unde au avut loc execuții în masă și victimele au fost îngropate în gropi comune. Se încearcă crearea de monumente în aceste zone în memoria victimelor represiunii. .
Anual, pe 30 octombrie, în Rusia și alte  foste republici ale Uniunii Sovietice, este celebrată „ Ziua comemorării victimelor represiunii politice” . La Moscova au loc comemorări în Piața Lubianka, la Piatra Solovețki și la Poligonul Butovo.
La 30 octombrie 2009, Dmitri Medvedev,  Președintele Federației Ruse, într-o luare de poziție pe blogul său video a cerut să nu se găsească justificări represiunilor staliniste, în timpul cărora au fost uciși milioane de oameni.:
„Încă mai putem auzi că producerea de numeroase victime a fost justificată de unele obiective superioare ale statului. Sunt convins că nicio dezvoltare a țării, niciunul dintre succesele, ambițiile ei nu pot fi atinse cu prețul durerii și pierderilor umane. Nimic nu poate fi plasat deasupra valoarea vieții umane. Și nu există nicio scuză pentru represiune.”